# Matías García Benayas
Matías García Benayas (Palencia, ¿? - Tuy, 14 de marzo de 1737; fl. 1690-1737) fue un compositor y maestro de capilla español.

## Vida
No hay noticias de Benayas anteriores a unas cartas de 1690 del cabildo de la Catedral de Lugo dirigidas a la Catedral de Mondoñedo. La primera de las cartas era de recomendación y da a entender que García tenía un cargo musical en Lugo, aunque no especifica cual. La segunda carta confirma que Benayas había conseguido el magisterio de la Catedral de Mondoñedo.

Cabildo del viernes a la tarde 2 de junio de 1690.
[...] Entró en este cabildo el Licenciado Mathías García Benayas, natural de Palencia y con él los músicos, cantores y ministriles que cantaron la letra que compuso dicho Mathías García Benayas, que pareció bien y ómnium consensu se le dio la plaza de Maestro de Capilla de esta Santa Iglesia, que es una ración y no se le señaló salario alguno hasta el San Juan en cuyo tiempo quedó de señalársele el que más conveniente pareciere.
Actas capitulares de la Catedral de Mondoñedo, 2 de junio de 1690

La carta revela que Benayas era originario de Palencia y por lo que es posible que se formase como infante del coro en la Catedral. No hay más noticias de Besaya en Mondoñedo hasta el 14 de mayo de 1694, cuando las actas indican la partida de Besaya a Tuy.

[...] en este cabildo se mandó dar libranza en la fábrica de ciento y cincuenta reales a favor del Maestro de Capilla Don Mathías de Benayas, quien se despidió en este mismo cabildo para partir al ejercicio de magisterio de capilla [de] Tui. [...] y también quedó por propuesto si a lo adelante a los dichos maestros que sucedieren se les ha de permitir el que salgan a oponerse a Orense y a Tuy, porque se reconoció el daño que hicieron al magisterio de esta Santa Iglesia los dos maestros últimos que ha habido, quienes pasaron uno a Ourense y otro a Tui sin de tantas conveniencias.
Actas capitulares de la Catedral de Mondoñedo, 14 de mayo de 1694

Parece que Benayas adujo cuestiones de salud para cambiar de aires y partir hacia Tuy, ya que como se puede leer en las actas, el cabildo no estaba muy contento con la partida de sus maestros. Aun así, Benayas mantuvo buenas relaciones con el cabildo mindoniense, presidiendo el tribunal de oposiciones que eligió a su sucesor, Francisco Galindo.
Tras el fallecimiento del maestro de la Catedral de Tuy, Tomás Portillo, el cabildo publicó los edictos para la realización de las oposiciones el 27 de agosto de 1693. Benayas escribió interesándose por las oposiciones que se realizarían entre el 13 de noviembre de 1693 y el 5 de febrero de 1694. Las actas dan a Benayas como ganador, ya que «hizo los actos que en semejante
oposición se acostumbran y por no haber comparecido otro alguno a opositar se cerró el
concurso». Sin embargo se documentó el interés de otros compositores: Alexandro Miranda, clérigo de Oviedo, y Juan Montero del Villar, maestro de capilla de la ciudad de Zamora, que al parecer no comparecieron.
Benayas tomaría posesión del magisterio tudense el 19 de febrero de 1694, aunque las pruebas de limpieza de sangre se alargaron hasta el 16 de julio. Para entonces Benayas ya era sacerdote, como muestran dos bautizos firmados por él, en 1713 y 1715. Se sabe que en 1707 alquilaba una casa del doctoral Siego Ordóñez por 330 reales al año, además de las cargas y que en el momento de su fallecimiento vivía en la calle de Tras Castro. Por lo demás, se dedicó a las habituales responsabilidades del beneficiado de maestro de capilla: la enseñanza de los infantes del coro. Se sabe que en agosto de 1703 y en agosto de 1704 hubo que buscar sustitutos en la enseñanza de los niños, pero no se sabe las razones. El musicólogo Marcos Amado Rodríguez especula con diversas posibilidades, entre las que menciona enfermedad, cansancio o el posible viaje a Madrid para publicar música, como habían hecho otros maestros antes que él.
A partir de 1730 se encuentran indicios en las actas capitulares de la disminuida salud del maestro Benayas. En 1730 los infantes del coro sería responsabilidad de José de Vera y a finales 1736 se encargaría de ellos Joseph, «maestro de los niños de coro con el salario acostumbrado». Fallecería el 14 de marzo de 1737 en Tuy.

Don Mathiass García Venaias
En catorce días del mes de marzo de mil setecientos y treinta y siete años, fue nuestro señor servido llevar para sí a Don Mathías García Venaias, Maestro de Capilla y Racionero en la Santa Iglesia Catedral de esta Ciudad de Tuy, y vecino de ella. Recibió los santos Sacramentos necesarios y sepultose en la Santa Iglesia Catedral, a que asistieron el Ilustrísimo Cabildo y las dos Capillas de Curas Capellanes y Música, y las dos Comunidades de Santo Domingo y San Francisco. Dijosele Vigilia y Misa cantada y muchas rezadas. Cumpliose el tercio y cabo de año. Dio de ofrenda quince reales. Lo firmó el Cura, Tuy, ut supra
Benito Guntín
Acta de defunción, Libro XVIII de difuntos (1718 – 1753). Fol. 118 v.

## Obra
Las obras que se conservan de Benayas son de facistol, «y por tanto sujetas a un esquema compositivo arcaizante, siguiendo en ocasiones el procedimiento del cantus firmus». En Tuy, donde se encuentra la mayoría de su obra, 48 composiciones, la atribución resulta complicada, ya que se le atribuyen obras que claramente no son suyas y en cambio aparecen otras anónimas que podrían ser suyas estilísticamente. En Mondoñedo solo se conserva un invitatorio a ocho voces, bajón, violonchelo y contrabajo.
En 2013 se publicó un disco con composiciones de Matías García Benayas grabado por el grupo Vox Stellae, titulado Defensor alme Hispaniae, que se acompañó con la publicación de sus magnificats y su Missa defensor alme. En 2016 se publicó un nuevo disco, Salvete flores. Obras de García Benayas y un libro con las partituras correspondientes, Matías García Benayas. Motetes, tractos e himnos.